# 9 Dywizja Piechoty (PSZ)
9 Dywizja Piechoty (9 DP) – wielka jednostka piechoty Polskich Sił Zbrojnych w ZSRR.

## Formowanie i dyslokacja
Formowanie 9 Dywizji Piechoty rozpoczęto w styczniu 1942 w miejscowości Marg‘ilon, na terytorium ówczesnej Uzbeckiej Socjalistycznej Republiki Radzieckiej. Na stanowisko dowódcy dywizji wyznaczony został płk dypl. Marian Bolesławicz. 
Dywizja opuściła ZSRR w ramach pierwszej ewakuacji w dniach 24 marca – 4 kwietnia 1942 nie osiągnąwszy gotowości organizacyjnej. W Iraku nie została odtworzona. Żołnierzy dywizji wykorzystano jako uzupełnienie jednostek PSZ.

## Struktura organizacyjna
- dowództwo 9 Dywizji Piechoty
- 25 pułk piechoty
- 26 pułk piechoty
- 9 pułk artylerii lekkiej
- 9 pułk artylerii ciężkiej
- 9 dywizjon rozpoznawczy
- 9 dywizjon artylerii przeciwlotniczej
- 9 batalion saperów
- 9 kompania przeciwpancerna
- 9 kompania łączności
- 9 kompania żandarmerii
- 9 kompania sanitarna
- 9 kompania uzupełnień
- 9 kompania wartownicza
- 9 kompania Pomocniczej Służby Kobiet
- 9 pluton samochodowy
- 9 pluton tansportowo-kolejowy
- ośrodek oddziałów specjalnych
- szpital polowy
- kolumna przewozowa (konna)
- park intendentury
- sąd polowy 9 DP
- komenda uzupełnień nr 5
- stacja zborna
- stacja kwarantanny
- referat opieki społecznej